# Стара варошка кућа Станисављевића
Стара варошка кућа Станисављевића је грађевина која је саграђена у другој половини 19. века. С обзиром да представља значајну историјску грађевину, проглашена је непокретним културним добром Републике Србије. Налази се у Врању, под заштитом је Завода за заштиту споменика културе Ниш.

## Историја
Стара варошка кућа Станисављевића је према градитељским одликама саграђена у другој половини 19. века. Кров је четвороводан покривен ћерамидом и има истурену стреху. Распоред просторија у обе етаже је углавном идентичан са великим предсобљем у средишту и са две просторије за становање лево и десно. На самом доксату постоји очувана украсна таваница са розетом док је у предсобљу очуван мањи долап. У гостињској соби горње етаже је очувана украсна дрвена таваница са пољем у виду осмоугаоника и орнаментисна розета у средини обрађена на четири угаоне стране елементима у виду троугла. И у суседној просторији је сачувана дрвена украсна таваница са осмоугаоном розетом док су у осталим просторијама плафони од шашавца или малтерисани. У централни регистар је уписана 11. фебруара 1990. под бројем СК 865, а у регистар Завода за заштиту споменика културе Ниш 8. јануара 1990. под бројем СК 247.